# Тогата
Тога́та — национальная древнеримская комедия. Появилась приблизительно во II веке до н. э. Сюжеты тогат чаще всего основывались на повседневной италийской жизни.
Своё название тогата получила от одежды действующих лиц — италийской тоги, тогда как ранее актёры комедии носили греческий плащ (pallium), отчего пьеса называлась паллиата. Роли в тогате исполнялись исключительно мужчинами. Тогата явилась следствием развития политической и общественной жизни в Риме в период Гракхов. В то время как национальная драма (претекста) черпала свои сюжеты из жизни высших слоев общества, новая комедия спустилась в скромные жилища бедняков, ремесленников, пирожников и тому подобных; её действие часто происходило в небольшом италийском городе и сосредотачивалось вокруг местной таверны, вследствие она получила название «табернария» — пьеса из жизни лавочников.
Согласно древнеримскому этикету, в действии тогаты нельзя было смешивать жизнь различных слоёв общества. Тон тогаты сравнительно с паллиатой отличался значительной серьёзностью и обилием общих мест; у этих направлений немало общего, хотя перенесение действия в италийские города вызвало многочисленные изменения в типичных образах персонажей и объектов действия. В частности, римский менталитет препятствовал тому, чтобы автор тогаты представлял раба умнее, чем его господин-римлянин, поэтому традиционный мотив о хитром рабе, обманывавшем хозяина и выходящем в итоге победителем, распространённый в древнегреческой комедии и римской палиате, оказался исключён из тогаты. Подобные требования мешали свободному развитию действия. Кроме того, изменение роли женщины в древнеримском обществе и получение ею большей свободы нашли отражение и в тогатах: из многих их заголовков видно, что в них часто действовали женские персонажи, бывшие не почти исключительно гетерами, как ранее, а свободными гражданками италийского города с их повседневными проблемами. Сюжетами для тогат могли выступать усыновление или удочерение детей, споры о наследстве, социальное неравенство в браках, браки против воли родителей, различные семейные конфликты; согласно Сенеке, тогаты слишком серьёзны для называния их комедиями и «находятся посередине между комедией и трагедией». Тогаты были особенно популярны во времена деятельности братьев Гракхов, но к I веку до н. э. жанр стал угасать; одним из последних авторов, писавших в нём, считается Гай Мелисс, вольноотпущенник Мецената.
До нашего времени дошло 70 заглавий тогат, принадлежавших трём поэтам, и 450 весьма коротких фрагментов (всего около 650 стихов). Некоторые типичные сюжеты тогат:
- «Тёплые источники», где изображалась жизнь куртизанок на модном курорте;
- «Сукновалы» — ремесленники, известные своей грубостью и невежеством;
- «Эдилы», где, вероятно, говорилось о столкновениях этой рыночной полиции с публикой.

Многочисленные тогаты были посвящены семейным раздорам и несогласиям, как, например, «Освобождённый от отцовской власти» (лат. Emancipatus), «Прогнанный отцом» (Repudiatus), «Развод» (Divortium) и так далее.
Действие тогаты происходит почти исключительно в городе, но далеко не всегда в Риме. Авторами тогат были три поэта: Титиний, Атта и Афраний, время жизни которых с точностью неизвестно. Варрон положительно отзывается о первом из них за умение изображать характеры; второго прославляли в период Империи за хорошее знание языка женщин. Наиболее плодовит и знаменит был третий поэт, Афраний; ему принадлежит в том числе известное оправдание в плагиате: «я взял не только у этого, но и у всякого то, что мне могло бы подходить и чего я не рассчитывал лучше выполнить», часто цитируемое в краткой французской форме: «je prends mon bien où je le trouve».
Фрагменты тогат были изданы Отто Риббеком в его «Scaenicae Romanorum poesis fragmenta» (том II, Лейпциг, 1898). На русский язык значительная часть отрывков переведена Василием Модестовым в его «Лекциях по истории римской литературы» (страница 172 и далее, издание 1888 года).